# Haustür Baldinger Straße 3 (Nördlingen)

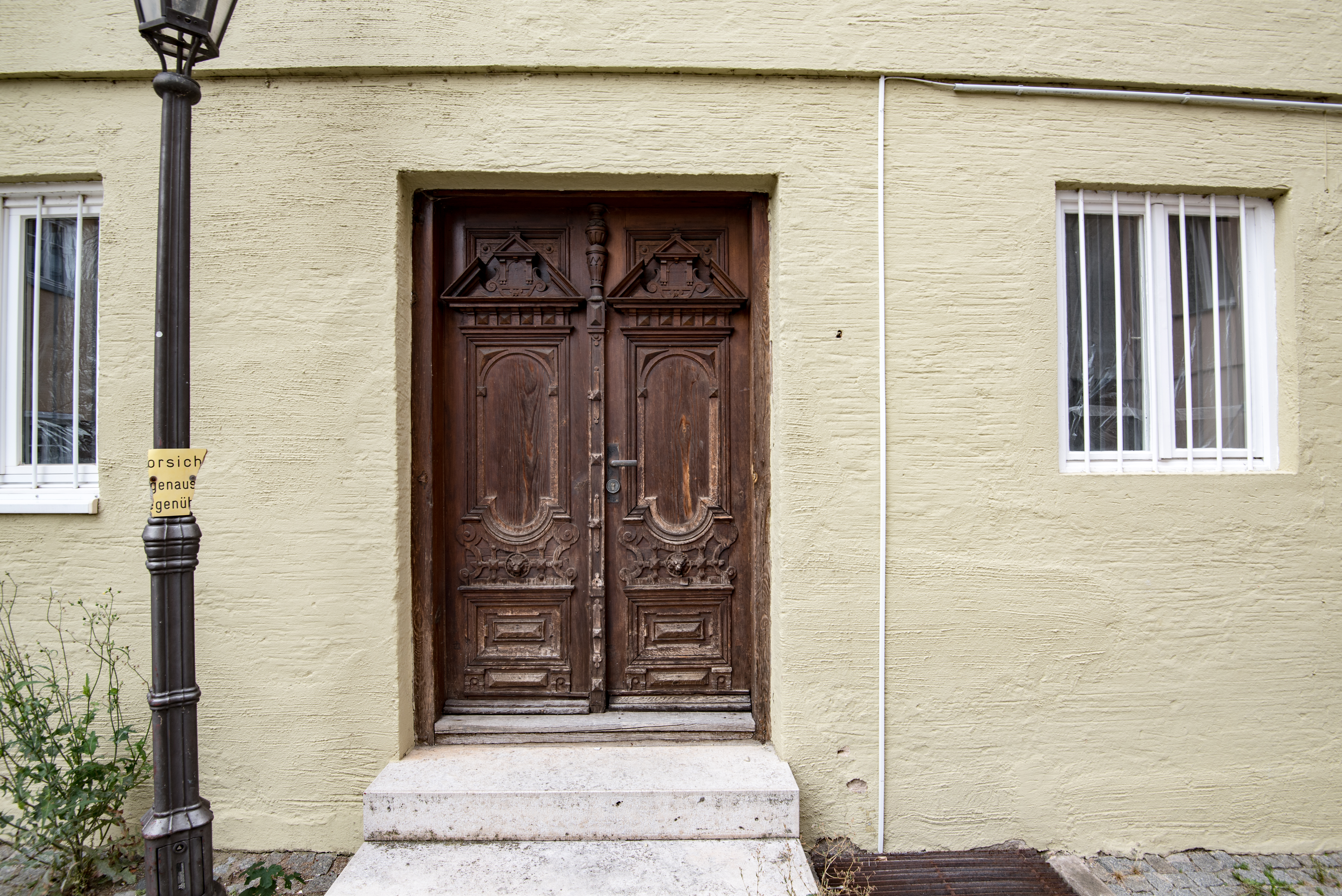
Haustür Baldinger Straße 3 in Nördlingen

Die Haustür Baldinger Straße 3 in Nördlingen, einer Stadt im schwäbischen Landkreis Donau-Ries in Bayern, wurde in den 1890er Jahren geschaffen. Die Haustür an der südlichen Traufseite zur Postgasse ist ein geschütztes Baudenkmal.
Die zweiflügelige Holztür in Neurenaissance-Formen ist eine repräsentative Eingangstür der sogenannten Schreiner-Renaissance. Die zwei Flügel sind symmetrisch mit gleichen Motiven wie Dreiecksgiebeln, Friesen und Kassetten geschnitzt.